# 羅賓·羅伯茲
羅賓·埃文·羅伯茲（英語：Robin Evan Roberts，1926年9月30日—2010年5月6日），為美國職棒大聯盟的投手。生涯主要都效力於費城人隊，後期曾效力過金鶯、太空人與小熊等隊。他於1976年入選名人堂。

## 職業生涯

### 費城費城人
1948年6月18日，羅伯茲登上大聯盟。1950年，他與其他年輕的費城人球員驚奇地闖進世界大賽。當時費城人為了搶下國聯冠軍，讓羅伯茲球季最後5天先發3場比賽。最後他拿下了單季20勝，成為球隊繼1917年的格羅佛·克里夫蘭·亞歷山大後，再度出現單季20勝的投手。不過他也因為過度疲勞而沒有在世界大賽首戰先發。
1950年至1955年間，羅伯茲每年都能貢獻至少20勝。其中1952年至1955年，他更是都拿下了勝投王。他曾經締造連續28場先發完投的驚人紀錄，其中甚至有一場比賽是打到延長17局的惡戰。不過儘管投球局數多，羅伯茲的控球能力仍然是一流的，他也從來沒有單季投出超過77次保送。
1952年，羅伯茲拿下28勝。這不僅追平了1935年Dizzy Dean的單季勝場數，他還獲選運動新聞報年度最佳投手。
1953年可說是羅伯茲表現最好的一個球季，這年他投出23勝16敗，防禦率2.75為聯盟第二低。單季346.2局投球送出高達198次三振，僅投出66次保送。
1953年5月13日，羅伯茲先發面對紅人。他在第1局被第一棒的Bobby Adams擊出全壘打，隨後連續解決27位打者。寫下1安打的完投勝，並差點投出完全比賽。
在羅伯茲效力費城人的這段期間，費城人只拿下1020勝1136敗的成績。不過羅伯茲個人就投出234勝199敗。

### 生涯後期
1961年球季結束後，羅伯茲被交易至洋基隊。而費城人也在隔年宣布未來將會退休羅伯茲的球衣背號。1962年春訓，羅伯茲先發4局掉3分奪勝。不過他在例行賽完全沒披上條紋球衣出賽就在5月被洋基釋出，而他也於該年5月21日與金鶯隊簽約。
在金鶯隊的這四年間，羅伯茲投出42勝36敗，防禦率3.09。在金鶯隊的最後一年，球隊讓20歲的新人Jim Palmer登上大聯盟。而羅伯茲雖然知道Palmer要準備取代他的位置，不過他仍舊細心的指導這名年輕的球員。這也讓Palmer非常欣賞羅伯茲，他認為是因為羅伯茲才能造就他的成功。後來羅伯茲因為不滿球隊讓他擔任長中繼，於是在7月27日自請離隊。
同年8月5日，羅伯茲加入太空人。1966年7月13日，他與小熊隊簽約。而他除了擔任球員，還同時擔任助理投手教練。1966年10月3日，他被小熊隊釋出。1967年，他跑到費城人的小聯盟球隊投球。
1976年，羅伯茲入選名人堂。而同年的明星賽也剛好在費城人主場舉辦，羅伯茲也被選為國聯的榮譽隊長。

## 退休後生活
1976年，羅伯茲在費城人隊擔任球評。隔年他便跑到南佛羅里達大學擔任該校的棒球隊總教練。1982年，他曾帶領球隊闖進NCAA一級棒球錦標賽的四強。
除了棒球，羅伯茲也會在棒球的休賽季去打籃球。他創立了羅伯茲明星籃球隊，還曾與哈林籃球隊交過手。
1958年，他曾上過一個跟小組競賽遊戲相關的電視節目《What's My Line?》。

## 紀念

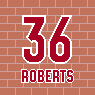
羅伯茲的36號退休球衣。

1962年，費城人將羅伯茲的36號球衣永久退休。1966年，他入選賓州棒球名人堂。
1969年，大聯盟成立滿100週年。而費城也舉辦了一個歷史明星球員的球迷投票，讓球迷票選出這100年來費城人的歷史明星隊。而羅伯茲是唯一一位入選的右投，另外他也被譽為是費城人隊史最強的選手。
1978年，羅伯茲入選費城棒球名人牆。1983年，費城人成立滿100年。費城人也在這年選出了隊史百年來的明星隊，羅伯茲成為唯二入選右投之一。1992年，密西根州立大學棒球隊讓30位知名校友入選該球隊的名人堂，而羅伯茲也是其中一位。
1998年，皇家隊的高階1A球隊威爾明頓藍岩隊將羅伯茲的36號球衣退休。這是該球隊的第一個退休背號。1999年，The Sporting News票選棒球界的百大球星。而羅伯茲排名第74。
2004年4月3日，費城人在新主場市民銀行球場的一壘大門側建了羅伯茲的紀念雕像。

## 逝世
2010年5月6日，羅伯茲因自然原因逝世，享壽83歲。費城人為了紀念羅伯茲，因此在剩餘球季全隊球員的球衣右袖部分都縫上一塊36號的黑布。

## 外部連結
- 球員資訊和成績在MLB ，ESPN ，Retrosheet ，Baseball Reference ，Baseball Reference (Minors) ，Fangraphs ，The Baseball Cube （英文）
- 羅賓·羅伯茲在台灣棒球維基館上的頁面（繁體中文）

| 前任： 華倫·史潘 | 盧·賈里格紀念獎 1962年 | 繼任： 鮑比·理查森 |